# کیوهی یوشینو
کیوهی یوشینو (انگلیسی: Kyohei Yoshino؛ زادهٔ ۸ نوامبر ۱۹۹۴) بازیکن فوتبال اهل ژاپن است.
از باشگاه‌هایی که در آن بازی کرده‌است می‌توان به باشگاه فوتبال سانفریس هیروشیما اشاره کرد.